# Wilhelm Ribbeck
Wilhelm Ribbeck (* 11. März 1793 in Markgrafpieske; † 27. Februar 1843 in Magdeburg) war ein preußischer Offizier, Rendant und Schriftsteller.

## Leben
Ribbeck wuchs bis 1807 im elterlichen Hause, zuletzt die Superintendentur in Strausberg, auf. Hiernach, verwaist, wurde er zu seinem Onkel nach Berlin geschickt, beendete dort auf dem Gymnasium zum Grauen Kloster in Berlin seine Schulbildung. In den Befreiungskriegen schloss er sich 1813 dem Lützowsche Freikorps an. Durch die enge Freundschaft mit Theodor Körner, wurde er zu ersten Dichtungen inspiriert. Er trat mit seinem Kameraden 1815 ins 25. Infanterie-Regiment über und konnte als Bataillonsführer sowohl den Reisewagen mit der Kriegskasse als auch den Kassen- und Küchenwagen Napoleons erbeuten. Für diese Initiative erhielt er das Eiserne Kreuz I. Klasse sowie einen Anteil der Beute. Aus gesundheitlichen Gründen schied Ribbeck im Juli 1817 auf eigenen Wunsch mit Halbsold zunächst für ein Jahr aus dem preußischen Heeresdienst aus.
Er erhielt zunächst in Berlin, dann in Kleve eine Zivilversorgung in der Finanzverwaltung. Seit 1823 war er schließlich als Rendant bei der Provinzialsteuerkasse und der Provinzial Feuersocietät, später bei der Kreiskasse in Magdeburg beschäftigt. Ebd. wurde er 1828 Bürger der Altstadt, wenig später auch Stadtverordneter. In den Jahren 1836 und 1837 war er als Protokollführer der Stadtverordnetenversammlung, später als Schatzmeister der Magdeburger Bibel-Gesellschaft. 
Ribbeck rief dazu auf Arthur Schopenhauer in Frankfurt am Main ein Denkmal zusetzten.
Als vielseitig kunstliebend und -interessierter, war er ein bekennender Förderer von Magdeburger Dichtern, Malern und Bildhauern. Angeregt durch Friedrich Lucanus gründete er 1835 mit weiteren Initiatoren, wie u. a. August Wilhelm Francke, Friedrich Wiggert, Friedrich Albert Immanuel Mellin und Carl Sieg den ersten Magdeburger Kunstverein.
Neben der umfassenden und schließlich auch überregionalen allgemeinen Kunstförderung widmete er sich seiner meist patriotischen Dichtung. Sein Gedicht Die betende Bauernfamilie führte zu einem theologischen Disput, dem sogenannten Magdeburger Bilderstreit, zwischen dem Pfarrer Friedrich Wilhelm Sintenis und Bischof Bernhard Dräseke über Bilderverehrung in Magdeburg.

## Werke
- Wilde Rosen aus Eugenia’s Nachlasse, 1820
- Der verhüllte Bote, 1833
- Jungfrau Emerentia Lorenz von Tangermünde. Eine Legende, 1835
- Gedichte, 1839